# Sct. Joseph Søstrenes Skole (Nykøbing Falster)
Sct. Joseph Søtrenes Skole (eller Sankt Joseph Søstrenes Skole) er en katolsk privatskole på Bispegade i Nykøbing Falster, hvis fundament og virke bygger på det katolsk-kristne livs- og menneskesyn. Skolen består af børnehave-klasse til og med 9. klassetrin med i alt cirka 300 elever, hvoraf 50 elever er katolske idet skolen er åben for alle trosretninger. Skolens fritidsordning tilbydes skolens elever fra børnehaveklassen og videre op såfremt dette ønskes. Skolen er en selvejende institution, som har købt sine egne bygninger. I sammenhæng med Sct Joseph Søstrenes Skole ligger Sct Josephs Børnehave med plads til 22 børn og drives under samme overordnede administrative og pædagogiske ledelse. Byens eneste katolske børnehave, som drives efter de samme principper som skolen og altså er åben for alle trosretninger.

## Skolens historie
I 1916 blev den romersk-katolske Hellig Kors Kirke bygget i Nykøbing Falster efter der var opstået et behov for katolske kirker på Lolland-Falster med ankomsten af mange polske sæsonarbejdere i begyndelsen af 1900-tallet. En del af polakkerne valgte at blive, giftede sig og bevarede deres katolske tro.
Sankt Franciskus Stiftelsen købte i 1917 en grund, på Søvej, med en lav langstrakt bygning (opført 1850), som i 1921 blev overdraget til Sankt Joseph Søstrenes Ordenssamfund. Nonneordenen indberettede her et børnehjem og en lille skole oprindeligt beregnet til blot 20 børn. Elevtallet steg og i 1933 opnåedes tilladelse til at opføre en ny bygning (i dag skolens hovedbygning), som blev taget i brug efter sommerferien 1934. Efterhånden blev der også åbnet op for ikke-katolske elever. I 1958 blev børnehjemmet lukket og lokalerne omdannet til klasseværelser. Søstrene stod udelukkende for undervisningen indtil de de første verdslige lærere blev ansat i 1960'erne. I 1978 blev skolen udvidet med en gymnastiksal, fysiklokale og to klasselokaler. Samme år blev den første mandlige skoleleder ansat. I juni 1991 fraflyttede de sidste søstre Nykøbing og deres boliger herefter taget i brug af blandt andet den nystartede Sct. Joseph Børnehave.

## Ekstern kilde/henvisning
- Sct. Joseph Søtrenes Skoles officielle hjemmeside